# Hydroptila tasmanica
Hydroptila tasmanica är en nattsländeart som beskrevs av Martin E. Mosely 1934. Hydroptila tasmanica ingår i släktet Hydroptila och familjen smånattsländor. Inga underarter finns listade i Catalogue of Life.